# Kirche Deckenbach

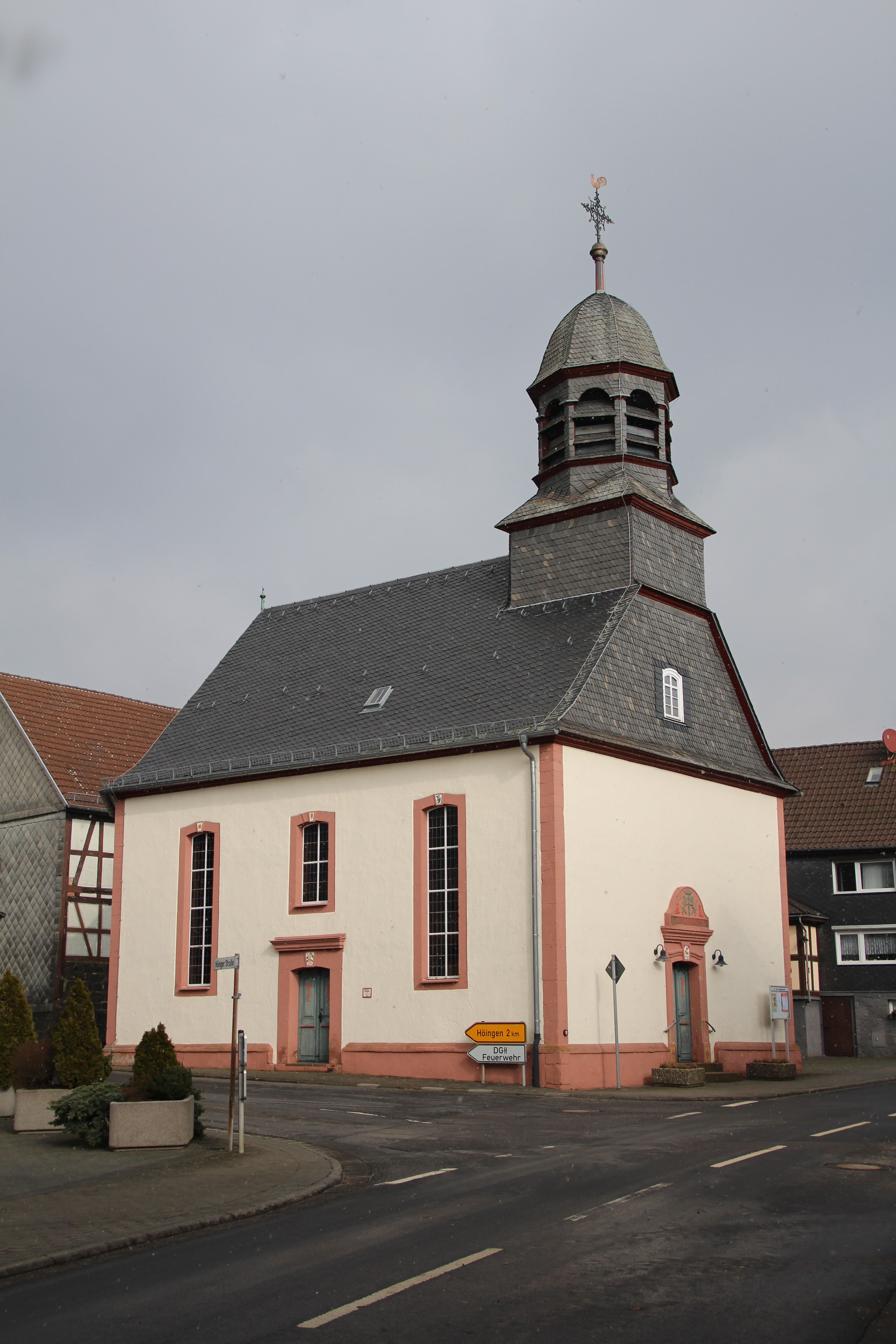
Kirche Deckenbach

Die Kirche Deckenbach steht in Deckenbach, einem Stadtteil von Homberg (Ohm) im Vogelsbergkreis von Hessen. Die Kirchengemeinde gehört zum Dekanat Vogelsberg in der Propstei Oberhessen der Evangelischen Kirche in Hessen und Nassau.

## Beschreibung
Die Saalkirche mit dreiseitigem Schluss wurde 1788/89 nach einem Entwurf von J. H. Müller erbaut. Aus dem Satteldach des Kirchenschiffs erhebt sich ein quadratischer Dachturm, der sich achteckig fortsetzt und in einer glockenförmigen Haube endet. 
Der Innenraum hat umlaufende Emporen. Das Kruzifix auf dem Altar stammt aus der Bauzeit. Die Kanzel ist älteren Datums. Die nicht mehr erhaltene Orgel wurde 1860 von Wilhelm August Ratzmann erbaut. Sie wurde durch eine Orgel von Orgelbau Andreas Schmidt ersetzt.